# Rhyssemus bucciarellii
Rhyssemus bucciarellii är en skalbaggsart som beskrevs av Riccardo Pittino 1990. Rhyssemus bucciarellii ingår i släktet Rhyssemus och familjen Aphodiidae. Inga underarter finns listade i Catalogue of Life.